# دام پدریتو
دام پدریتو (به پرتغالی: Dom Pedrito) یک منطقهٔ مسکونی در برزیل است که در ریو گرانده جنوبی واقع شده‌است. دام پدریتو ۵٬۱۹۲٫۱۰۵ کیلومتر مربع مساحت و ۳۸٬۳۳۹ نفر جمعیت دارد.